# Bryophyllum serratum
Bryophyllum serratum là một loài thực vật có hoa trong họ Crassulaceae. Loài này được (Mannoni & Boiteau) Blanco miêu tả khoa học đầu tiên năm 1845.